# Filmåret 1997

## Årets händelser

### Januari
- 10 januari – Svenska Filminstitutet delar ut Guldbaggen i Blå Hallen i Stockholms stadshus.[1]

### Mars
- 24 mars – Oscarsgalan 1997 hålls i Los Angeles.[1]

### Februari
- 24 januari – Filmfestivalen i Berlin hålls.[1]

### Maj
- 18 maj – Den 50:e Filmfestivalen i Cannes avslutas. Ingmar Bergman prisas.[1]

### Okänt datum
- Svensk film firar 100-årsjubileum [2].

## Årets filmer

### Siffra (1,2,3...) eller specialtecken (@,$,?...)
- 12 edsvurna män
- 8 huvuden i en sportbag
- 9 millimeter

### A - G
- A Life Less Ordinary
- Adam & Eva
- Air Force One
- Alien återuppstår
- Allt eller inget
- Anastasia
- Batman & Robin
- Bean – den totala katastroffilmen
- Beck – Lockpojken
- Beck – Mannen med ikonerna
- Beck – Pensionat Pärlan
- Beck – Spår i mörker
- Boogie Nights
- Butcher Boy, The
- Con Air
- Cop Land
- Cube
- Dante's Peak
- Den siste vikingen
- Det femte elementet
- Djävulens advokat
- Donnie Brasco
- Dödsspelet
- En fiende ibland oss
- En frusen dröm
- En kvinnas huvud
- Ensam hemma 3
- Event Horizon
- Evil Ed
- Face/Off
- Farlig identitet
- Fever Pitch - en i laget
- Flickor, kvinnor – och en och annan drake
- Flubber
- Fredsmäklaren
- Fröken Smillas känsla för snö
- Gattaca

### H - N
- Hem ljuva hem
- Herkules
- Hitler och vi på Klamparegatan
- The Ice Storm
- Inget att förlora
- Jackie Brown
- Jag vet vad du gjorde förra sommaren
- Kalle Blomkvist och Rasmus [3]
- Kontakt
- Kundun
- Kärlek vid andra ögonkastet
- L.A. konfidentiellt
- Liar Liar
- Lilla Jönssonligan på styva linan[4]
- Livet från den ljusa sidan
- Mannen som visste för lite
- Men in Black
- Metro
- Mimmis bästa
- Min bäste väns bröllop
- Min vän shejken i Stureby
- Minister på villovägar
- Mitt liv i rosa
- Mor och son
- Mortal Kombat: Annihilation
- Nattbuss 807

### O - U
- Och han älskade dem alla
- Ogifta par
- Otäcka odjur
- Pippi Långstrump[3]
- På gränsen
- Regnmakaren
- Reine och Mimmi i fjällen!
- Sammansvärjningen
- Sanning eller konsekvens
- Schakalen
- Scream 2
- Selma & Johanna - en roadmovie
- Sju år i Tibet
- Som om ... tiden stått still
- Spiceworld[5]
- Suicide Kings
- Sunes familie[6]
- Svanprinsessan och slottets hemlighet
- Tic Tac
- Titanic[7]
- Under ytan
- U Turn

### V - Ö
- Vulkanmannen
- Välkommen till festen
- Wag the Dog[8]
- Wilde
- Will Hunting
- Ättestupan
- Även en lönnmördare behöver en träff ibland

## Oscarspriser(i urval)
| Kategori:                  | Vinnare:                                    |
| -------------------------- | ------------------------------------------- |
| Bästa film:                | Titanic                                     |
| Bästa regi:                | James Cameron (Titanic)                     |
| Bästa manliga huvudroll:   | Jack Nicholson (Livet från den ljusa sidan) |
| Bästa kvinnliga huvudroll: | Helen Hunt (Livet från den ljusa sidan)     |
| Bästa manliga biroll:      | Robin Williams (Will Hunting)               |
| Bästa kvinnliga biroll:    | Kim Basinger (L.A. konfidentiellt)          |
| Bästa utländska film:      | Karaktären (Nederländerna)                  |

För komplett lista se Oscarsgalan 1998.

## Födda
- 10 februari – Chloë Moretz, amerikansk skådespelerska.
- 1 april – Asa Butterfield, brittisk skådespelerska.
- 1 maj – Ariel Gade, amerikansk skådespelerska.
- 14 augusti – Tom Lidgard, svensk skådespelare.
- 8 oktober – Bella Thorne, amerikansk dansare, skådespelare och barnmodell.

## Avlidna
- 12 januari – Ragna Breda, norsk skådespelerska.
- 18 januari – Björn Isfält, svensk kompositör, arrangör av filmmusik.
- 7 februari – Allan Edwall, 72, svensk skådespelare, författare, musiker.[1]
- 18 februari – Sven Aage Andersen, norsk-svensk skådespelare, sångare, dansare, koreograf, kompositör och sångtextförfattare.
- 26 februari
  - David Doyle, amerikansk skådespelare.
  - Ove Kant, svensk filmare, regissör, manusförfattare och skådespelare.
- 2 mars – Bertil Sjödin, svensk skådespelare.
- 10 april – Lennart Lundh, svensk skådespelare.
- 1 maj – Bo Widerberg, 67, svensk filmregissör.[1]
- 8 maj – Jan Blomberg, svensk skådespelare, känd berättarröst.
- 16 maj – Birgit Lennartsson, svensk skådespelare och sångerska.
- 24 maj – Peter Rangmar, svensk revyartist och skådespelare, medlem av Galenskaparna/After Shave.
- 23 juni – Arne Stivell, svensk filmproducent, regissör, skådespelare och musiker.
- 28 juni – Walter Gotell, tysk-brittisk skådespelare.
- 1 juli – Robert Mitchum, amerikansk skådespelare.[1]
- 2 juli – James Stewart, amerikansk flyggeneral och skådespelare.[1]
- 7 juli – Åke Lagergren, svensk skådespelare.
- 31 juli – Alfhild Degerberg, svensk skådespelare.
- 9 september – Burgess Meredith, 89, amerikansk skådespelare.[1]
- 17 september – Red Skelton, amerikansk skådespelare
- 24 september – Ruth Moberg, svensk skådespelare och operasångerska(sopran).
- 3 oktober – Jarl Kulle, svensk skådespelare.
- 10 oktober – Carl-Michael Alw, svensk skådespelare.
- 26 oktober – Georg Adelly, svensk musiker (basist), skådespelare och komiker.
- 30 oktober – Samuel Fuller, amerikansk filmregissör.
- 3 november – Henry Sidoli, svensk manusförfattare och regissör.
- 8 november – Lam Ching Ying, kinesisk skådespelare.
- 18 december – Chris Farley, amerikansk skådespelare och komiker.
- 19 december – Saga Sjöberg, svensk skådespelare och sångerska.
- 24 december – Toshirô Mifune, japansk skådespelare.

### Fotnoter
1. 1 2 3 4 5 6 7 8 9   Horisont 1997. Bertmarks
2. ↑  Sverige 1900-talet – Med svenskheten i högsätet, NE, Bra Böcker, 2000
3. 1 2  ”Astrid Lindgren”. http://www.astridlindgren.se/verken/filmerna/filmlista. Läst 21 mars 2011.
4. ↑  IMDB, läst 29 februari 2012
5. ↑  IMDB, läst 1 mars 2012
6. ↑  IMDB, läst 29 februari 2012
7. ↑  IMDB, läst 1 mars 2012
8. ↑  IMDB, läst 1 mars 2012